# フリクソン・エラソ
フリクソン・ラファエル・エラソ・ヴィヴェロ（Frickson Rafael Erazo Vivero 、1988年5月5日 - ）は、エクアドル・エスメラルダス出身の元プロサッカー選手。元サッカーエクアドル代表。現役時代のポジションはDF（CB）。

## 経歴

### クラブ
2006年、CDエル・ナシオナルでプロデビュー。2014年以降はブラジルのクラブを渡り歩いた。2021年2月13日に現役引退を表明した。

### 代表
2011年4月、アルゼンチン代表との親善試合でエクアドル代表デビュー。2011年6月、ニューヨークで開催されたギリシャ代表との親善試合で代表初ゴールを挙げた。コパ・アメリカ2011では全試合に出場したが、チームはグループステージで一勝も出来ないまま敗退した。
2014年にはFIFAワールドカップに参加した。

## 所属クラブ
ユース
- CDエル・ナシオナル 2005-2007

プロ
- CDエル・ナシオナル 2006-2011

→ CDテクニコ・ウニベルシタリオ 2007 (loan)
- バルセロナSC 2012-2015

→ CRフラメンゴ 2014 (loan)
→ グレミオFBPA 2015 (loan)
- アトレチコ・ミネイロ 2016-2018

→ CRヴァスコ・ダ・ガマ 2018 (loan)
- バルセロナSC 2018-2019
- ヌエベ・デ・オクトゥブレFC 2020-2021

## 代表歴

### 出場大会
- エクアドル代表
  - 2014 FIFAワールドカップ

### 試合数
- 国際Aマッチ 64試合 2得点（2011年-2018年）[6]

| エクアドル代表 | 国際Aマッチ | 国際Aマッチ |
| 年             | 出場        | 得点        |
| -------------- | ----------- | ----------- |
| 2011           | 14          | 1           |
| 2012           | 7           | 0           |
| 2013           | 12          | 0           |
| 2014           | 11          | 0           |
| 2015           | 11          | 1           |
| 2016           | 6           | 0           |
| 2017           | 0           | 0           |
| 2018           | 3           | 0           |
| 通算           | 64          | 2           |

## タイトル
バルセロナSC
- セリエA: 2012

CRフラメンゴ
- カンピオナート・カリオカ: 2014

アトレチコ・ミネイロ
- カンピオナート・ミネイロ: 2017